# Hernia de Bochdalek

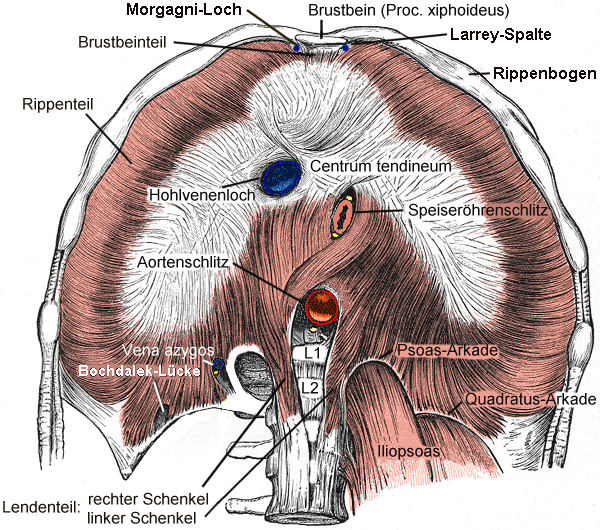
"Bochdalek", en el triángulo lumbocostal, etiquetado en la parte inferior izquierda (Texto en alemán.)

La hernia de Bochdalek es una de las dos formas de hernia diafragmática congénita, siendo la otra forma la hernia de Morgagni. La hernia de Bochdalek es una anomalía congénita en la que existe una abertura en el diafragma del bebé, que permite que los órganos normalmente intraabdominales (especialmente el estómago y los intestinos) entren en la cavidad torácica.  En la mayoría de las personas, el pulmón afectado estará deformado, y la compresión pulmonar resultante puede poner en peligro la vida. Las hernias de Bochdalek son más frecuentes en el lado posterior izquierdo (85%, frente al 15% del lado derecho).
Las hernias de Bochdalek son raras. Este tipo de hernia fue descrita por primera vez en 1754 por McCauley y posteriormente estudiada y nombrada en honor al patólogo checo Vincenz Alexander Bochdalek (1801–1883).

## Signos y síntomas

### Niños
En los casos normales de hernia de Bochdalek, los síntomas suelen observarse simultáneamente al nacimiento del bebé. Algunos de los síntomas de una hernia de Bochdalek son la dificultad para respirar, la respiración rápida y el aumento del ritmo cardíaco. Además, si el bebé parece tener cianosis (piel teñida de azul) esto también puede ser un signo. Otra forma de identificar a un bebé con hernia de Bochdalek, es mirar el pecho inmediatamente después del nacimiento. Si el bebé tiene una hernia de Bochdalek puede parecer que un lado de la cavidad torácica es más grande que el otro y/o que el abdomen parece estar hundido.

### Adultos
Los síntomas rara vez se desarrollan en los adultos. Si los síntomas se producen, pueden ser vagos y estar relacionados con el tracto gastrointestinal. Esto puede incluir dolor o signos de una obstrucción intestinal.

## Causas
Lo más probable es que las hernias de Bochdalek se formen a lo largo del proceso de crecimiento y construcción de órganos durante el desarrollo fetal. Durante el desarrollo fetal, el diafragma se forma entre la séptima y la décima semana. Además, durante este tiempo, se forman el esófago, el estómago y los intestinos. Por lo tanto, una hernia de Bochdalek se forma bien por una malformación del diafragma, o bien porque los intestinos quedan atrapados en la cavidad torácica durante la construcción del diafragma. Aunque estos son algunos de los factores que contribuyen a una hernia de Bochdalek, no se tienen en cuenta todas las variables. Las hernias de Bochdalek, junto con las hernias de Morgagni, son condiciones multifactoriales, lo que significa que hay muchas razones y múltiples variables que contribuyen a las malformaciones. Por ejemplo, en cada caso, puede haber condiciones genéticas y/o ambientales que pueden aumentar la probabilidad de este defecto de nacimiento.

## Diagnóstico
Una forma de determinar si un bebé tiene realmente una hernia de Bochdalek sería que un pediatra le hiciera un examen físico.  También se puede realizar una radiografía de tórax para examinar las anomalías no sólo de los pulmones, sino también del diafragma y del intestino. Además, el médico puede realizar un análisis de sangre, extrayendo sangre arterial para comprobar y determinar la calidad de la respiración del bebé y su capacidad para respirar. También se puede realizar una prueba cromosómica (realizada mediante un análisis de sangre) para determinar si el problema es genético o no. Los médicos también pueden hacer una ecografía del corazón (ecocardiograma) para evaluar la salud del corazón.[cita requerida]

## Tratamiento

### Niños
Existen diferentes vías de tratamiento. El primer paso del tratamiento incluye el ingreso del bebé en la UCIN. (Unidad de Cuidados Intensivos Neonatales). La vía preferida de tratamiento para la mayoría de las hernias de Bochdalek es que a los bebés que ingresan en la UCIN, se les coloca un ventilador mecánico para ayudarles a respirar. En muy pocas ocasiones la hernia es lo suficientemente pequeña como para que no se note. Es más probable que sea asintomática si está en el lado derecho del pecho. Si no se puede estabilizar al bebé mediante tratamientos médicos y ventilación mecánica, la vía alternativa consiste en colocar a los bebés en una máquina de derivación cardiopulmonar temporal, denominada ECMO, que significa oxigenación por membrana extracorpórea. La ECMO permite regular el oxígeno en la sangre y luego la bombea por todo el cuerpo. Normalmente, esta máquina se utiliza para estabilizar el estado del bebé. Es preferible estabilizar al bebé antes de la cirugía, para minimizar las complicaciones, si es posible. El único tratamiento es la cirugía.
Una vez que el bebé está estable y su estado ha mejorado, se puede fijar el diafragma y reubicar los órganos mal colocados en su posición correcta. Eso se hace a través de una reparación primaria en la que el diafragma restante se estira para cubrir el agujero, o se divide un músculo abdominal para que se pueda utilizar para estirar sobre el agujero, y la última opción es con un Parche de Gore-Tex, que tiene mayores riesgos de infección posterior o reherniación. Aunque estos son varios tratamientos para las hernias de Bochdalek, no garantizan que el bebé sobreviva. Dado que el bebé debe pasar por algunos o todos los tratamientos anteriores, la estancia en el hospital suele ser más larga que la de un recién nacido "normal". La media de los bebés nacidos con una hernia de Bochdalek permanece en el hospital entre 23,1 y 26,8 días. Un bebé que necesite pasar por la ECMO tendrá una estancia más larga y probablemente un resultado peor que uno que haya sido estabilizado sin ECMO.[cita requerida]

### Adultos
Si el trastorno se diagnostica en un adulto y éste permanece sin síntomas no se requiere ningún tratamiento específico. En aquellos que son sintomáticos la cirugía puede llevarse a cabo mediante un enfoque abierto o cerrado.

## Pronóstico
La hernia de Bochdalek puede ser una afección potencialmente mortal. Aproximadamente el 85,3% de los recién nacidos con una hernia de Bochdalek son de alto riesgo inmediato. Los bebés que nacen con una hernia de Bochdalek tienen una "alta tasa de mortalidad debido a la insuficiencia respiratoria". Entre el 25 y el 60% de los bebés con una hernia de Bochdalek mueren. Los pulmones, el diafragma y el sistema digestivo se están formando al mismo tiempo, por lo que cuando una hernia de Bochdalek permite que los órganos abdominales invadan la cavidad torácica en lugar de permanecer bajo el diafragma en la posición correcta, pone al bebé en situación crítica. Estos "cuerpos extraños" en la cavidad torácica comprimen los pulmones, perjudicando su correcto desarrollo y provocando una hipoplasia pulmonar. Dado que los pulmones de los bebés que sufren una hernia de Bochdalek tienen menos alvéolos que los pulmones normales, las hernias de Bochdalek son condiciones que ponen en peligro la vida debido a la dificultad respiratoria. Al igual que los pulmones, los intestinos también pueden tener problemas para desarrollarse correctamente. Si los intestinos están atrapados dentro de la cavidad torácica, entonces los pulmones y los intestinos pueden no estar recibiendo la cantidad de sangre que necesitan para mantenerse sanos y funcionar correctamente.[cita requerida]
Un pronóstico más individualizado para los bebés depende de varios factores, como el lugar de nacimiento, la cantidad de hernia en la cavidad torácica, si el hígado está también en el tórax y otras malformaciones, incluidos los defectos cardíacos.
- Algunas instituciones utilizan un ratio llamado Lung to Head Ratio (LHR) que se calcula midiendo el tamaño de la cabeza del bebé, comparándolo con el tamaño del volumen pulmonar observado.  Un LHR >1,0 se asocia a una mayor supervivencia.[11][12][13]
- Otras instituciones utilizan la relación entre el tamaño observado y el esperado (O/E LHR), que compara la relación esperada del tamaño de los pulmones para la gestación del feto y otras medidas, en comparación con la relación observada del tamaño de sus pulmones/cabeza.[11][12] Cuando se utiliza la relación entre el tamaño observado y el esperado (O/E LHR), la forma más leve es >35%, lo que significa menos diferencia entre lo observado y lo esperado.  La moderada se considera del 25 al 35%, y la grave es <25%.[12][14]

Para obtener los mejores resultados, el feto debe ser diagnosticado prenatalmente y dar a luz en un hospital terciario con capacidades de ECMO. Los diferentes centros se manejan de manera diferente y tienen diferentes resultados. Algunas familias se trasladan temporalmente para estar en el centro quirúrgico de su elección.

## Epidemiología
Las hernias de Bochdalek constituyen aproximadamente entre el 0,17% y el 6% de todos los casos de hernia diafragmática cuando aparecen de forma espontánea en adultos y aproximadamente una de cada 2.200 a 12.500 nacimientos al año. Los bebés que nacen con una hernia de Bochdalek son más que propensos a tener otro defecto de nacimiento causado por la hernia. Alrededor del veinte por ciento de los niños que nacen con una hernia de Bochdalek, también tienen un defecto cardíaco congénito. Además, los niños que nacen con esta afección también pueden presentar otras anomalías.  "Entre el cinco y el dieciséis [por ciento de los bebés] tienen una anomalía cromosómica" En la mayoría de los casos, las hernias del lado izquierdo o hernias de Bochdalek tienen una proporción de 3:2 de hombres a mujeres. En otras palabras, las hernias de Bochdalek son más comunes en los hombres.

## Mnemotecnia
Una forma útil de recordar la localización de esta hernia frente a la de Morgagni es "Bochdalek está atrás y a la izquierda" (re la localización postero-lateral).